# Alain Génestier
Alain Génestier (1948) è un pilota di rally francese, vincitore in carriera di una edizione del Rally Dakar (1979).

## Biografia
Génestier, nel 1979 anno in cui vinse la Dakar, era un francese che aveva vissuto più di 18 anni in Costa d'Avorio per motivi professionali, conosceva bene il deserto africano e questo lo aiutò certamente ad entrare nella storia del rally raid, conquistando la 1ª posizione nelle auto (anche se in quella edizione ancora veniva stilata una classifica unica auto/moto), nella prima edizione della Dakar. Vinse a bordo di una Range Rover appositamente modificata, con il co-pilota Joseph Terbiat e il meccanico Jean Lemordant, a bordo del mezzo.
Nel 2009, rientrato in Francia, ha continuato la sua passione per l'automobilismo sportivo con altre partecipazioni a rally nazionali.

## Palmarès

### Rally Dakar
| Anno | Categoria | Equipaggio                      | Mezzo       | Pos. |
| ---- | --------- | ------------------------------- | ----------- | ---- |
| 1979 | Auto      | Joseph Terbiat - Jean Lemordant | Range Rover | 1º   |

## Risultati nel WRC
| 1979 | Scuderia | Vettura          |  |  |  |  |  |  |  |  |  |  |  |     |  |  |  |  | Punti | Pos. |
| ---- | -------- | ---------------- |  |  |  |  |  |  |  |  |  |  |  | --- |  |  |  |  | ----- | ---- |
| 1979 |          | Renault 5 Alpine |  |  |  |  |  |  |  |  |  |  |  | Rit |  |  |  |  | 0     |      |

| Legenda | 1º posto | 2º posto | 3º posto | A punti | Senza punti | Ritirato | Squalificato | NP=Non partito C=Gara cancellata | Apice=Power stage |